# Os Robôs e o Futuro do Emprego (livro)
Os Robôs e o Futuro do Emprego  (Rise of the Robots: Technology and the Threat of a Jobless Future, no original em inglês) é um livro de 2015 do futurista estadunidense Martin Ford. O livro discute o impacto que a mudança acelerada e a inteligência artificial terão no mercado de trabalho. Sua tese é de que haverá grandes perturbações sociais e econômicas, pois os trabalhadores instruídos não poderão mais encontrar emprego; ao contrário das revoluções tecnológicas anteriores, muito poucos empregos serão criados na ruptura em curso. 

## Tese
Enquanto os avanços tecnológicos no século anterior atingiram principalmente trabalhadores sem instrução, o século XXI também vê a tecnologia ameaçando cada vez mais os empregos de trabalhadores qualificados. Advogados, radiologistas e designers de software viram seu trabalho terceirizado no mundo em desenvolvimento. Ford acredita que, diferentemente dos séculos anteriores, as atuais tecnologias emergentes deixarão de gerar novas formas de emprego; ele prevê que as novas indústrias serão "altamente restritas em mão-de-obra". Empresas como o YouTube e o Instagram são baseadas em "pequenas forças de trabalho e enormes valores e receitas". Ford minimiza os benefícios da expansão da educação ("O problema é que a escada de habilidades não é realmente uma escada de todo: é uma pirâmide e há apenas muito espaço no topo") e defende uma "resposta política dramática", como uma renda básica garantida.
Muitos economistas discordam da tese de Ford sobre a revolução da TI ser fundamentalmente diferente das revoluções tecnológicas anteriores. O economista libertário Robin Hanson argumenta que as recentes tendências agourentas do trabalho podem ter outras causas além da automação, como "demografia, regulamentação, valor dos trabalhadores, práticas organizacionais e outras tecnologias".

## Recepção
A obra foi elogiada por argumentar lucidamente seu ponto de vista sombrio. Barbara Ehrenreich, na sua crítica do livro no New York Times, afirmou: "As consequências humanas da robotização já estão sobre nós e são habilmente registradas aqui". Uma análise no Los Angeles Times afirmou: "(o livro) é lúcido, abrangente e sem medo de lidar com os contestadores da tese básica de Ford" e "melhor que 'Lights in the Tunnel'", livro anterior do autor sobre o mesmo tópico. A análise do Guardian aponta que o livro fica mais especulativo à medida que avança e afirma: "Embora possa ser difícil amplificar os perigos da nova tecnologia", a obra parece que conseguiu fazê-lo, mas vale a pena ler, independentemente.  A coluna "Dot Physics" na Wired declarou "É meio deprimente pensar no futuro nos casos em que os robôs dominam. No geral, o livro foi bem escrito, com histórias interessantes sobre negócios e tecnologia".  O comentarista-chefe do Financial Times, Edward Luce, chamou o livro de "bem pesquisado e perturbadoramente persuasivo".
Os Robôs e o Futuro do Emprego ganhou o Prêmio Livro de Negócios do Ano do Financial Times e McKinsey de 2015, recebendo o valor de £ 30.000.